# Johannes Vermeer
Johannes Vermeer (eller Jan Vermeer og i samtiden Joannis ver Meer Johan Vermeer og Joannis van der Meer; 31. oktober 1632 - 15. december 1675) var en nederlandsk kunstmaler, der regnes som en af den nordeuropæiske baroks mest talentfulde malere. Han var aktiv i den Den hollandske guldalder, hvor landet var inde i en periode af uset politisk, økonomisk og kulturel storhed.
Kun 35 malerier er med sikkerhed malet af Johannes Vermeer. Det måske mest berømte er Pige med perleørering (også kaldet Nordens Mona Lisa). Vermeers malerier er i dag udstillet på bl.a. Rijksmuseum i Amsterdam; Mauritshuis i Den Haag; Kunsthistorisches Museum i Wien; Städelsches Kunstinstitut i Frankfurt og Gemäldegalerie i Dresden, men er ikke repræsenteret på danske museer.
Vermeer begyndte med historiske motiver, men vendte sig mod genrebilledet. Han specialiserede sig i interiørscener fra middelklassens liv og var en moderat fremgangsrig provinsiel genremaler. Tilsyneladende aldrig særligt velstående - måske fordi han malede så få malerier - efterlod han gæld ved sin død.

## Liv
Han levede hele livet i Delft. De eneste kilder til hans liv er registre, få officielle dokumenter og kommentarer fra andre kunstnere.

### Ungdom
Den 31. oktober 1632 blev Johannes døbt i den reformerte kirke. Faren, Rejnier Janszoon, var fra middelklassen og arbejdede med tekstiler: silke og caffa (en blanding af silke og bomuld eller uld). Som lærling i Amsterdam boede Reijnier på det fashionable strøg Sint Antoniebreestraat, hvor også malerne boede. I 1615 giftede han sig med Digna Baltus, og i 1620 fik de en datter, Gertruy. I 1625 sloges Reijnier med en soldat Willem van Bylandt, som døde fem måneder efter af sine sår. Reijnier var begyndt at handle med malerier, og i 1631 lejede han værtshuset Den flyvende ræv. I 1641 købte han "Mechelen" et større værtshus på torvet opkaldt efter den belgiske by. Det var en betydelig økonomisk byrde. Da Vermeer senior døde i 1652, fortsatte sønnen farens kunstforretninger.

### Giftermål og familie
I 1653 ægtede Johannes Reijnierszon Vermeer i stilhed Catherina Bolnes i den fredelige nabolandsby Schipluiden. Catherina var fra en katolsk familier, i modsætning til de fleste i Nederlandende, der bekendte sig til calvinistisk kristendom. Det er sandsynligt, at Johannes Vermeer konverterede til katolicismen efter Catherinas mor Maria Thins' ønske. Maria Thins syntes selv at have været dybt religiøs. Han blev som Maria Thins begravet i den protestantiske kirke. Han malede mellem 1670 og 1672 Allegori over den katolske tro, en refleksion over troen på nadveren. Maleriet kan have været et bestillingsværk fra en katolsk mæcen eller fra den nærliggende, næsten skjulte (schuilkerk) jesuitkirke, som Maria Thins havde et nært forhold til. Der er omstændigheder, der tyder på, at Vermeer brød med sin familie som følge af sin konvertering.
Johannes og Catherinas fik fjorten børn, hvoraf tre døde, før de blev døbt (optegnet som "barn af Johan Vermeer"), og mellem 1653 og 1660 flyttede den nye familie og den hastigt voksende børneflok ind i Maria Thins rummelige hus på Oude Langendijk, hvor Vermeer fik atelier på anden sal. Testamenter, som er skrevet af slægtninge, nævner ti børn: Maria, Elisabeth, Cornelia, Aleydis, Beatrix, Johannes, Gertruyd, Franciscus, Catharina og Ignatius. Adskillige af navnene var bibelske, og sandsynlig blev den yngste, Ignatius, opkaldt efter grundlæggeren af jesuittordenen.
I 1672 blev Nederlandene ramt af et rampjaar – et annus horribilis med krig og ruin. Ludvig af Frankrig invaderede de Forenede Nederlande sydfra (Den fransk-hollandske krig), og fra vest angreb en engelsk flåde og to tyske biskopper (Den tredje anglo-nederlandske krig) og forårsagede mere ødelæggelse. Mange indbyggere gik i panik; domhuse, skoler, butikker m.m. lukkede. Der gik adskillige år, før det begyndte at lysne. Maria Thins, der var forholdsvis velhavende og sandsynligvis i betragtelig grad havde understøttet familien økonomisk, led i den forbindelse et stort tab, da hendes ejendom i nærheden af Schoonhoven blev oversvømmet for at forhindre den franske hær i at krydse den hollandske vandlinje. Det betød manglende lejeindtægter.
I 1674 foretog Vermeer adskillige forretningsrejser på vegne af Maria Thins til Gouda og senere til Amsterdam. I Amsterdam snød han hende sandsynligvis, idet han lånte et større beløb ved uden hendes vidende at bruge hende som kautionist. Vermeer havde store økonomiske problemer og døde kort efter – ifølge hans kone som følge af den dårlige økonomi. Den 15. december blev han begravet i den protestantiske gamle kirke. Hans kone angav, at hans tidlige død skyldes de mange økonomiske bekymringer forårsaget af kunstmarkedets kollaps, som havde undergravet hans økonomi både som kunsthandler og som kunstmaler. Da hun nu stod tilbage med 11 uforsørgede børn og uden understøttelse, anmodede hun retten om at befri hende for Vermeers gæld. Til at bestyre boet udpegede rådhuset Anton van Leeuwenhoek. Opgørelsen viste, at huset havde otte værelser på første sal, fyldt med malerier, tegninger, tøj og møbler m.m. I atelieret var der to stole, to staffelier, tre paletter, ti lærreder, et skrivebord, et egetræsbord og en mindre træskab med skuffer. Nitten af Vermeers malerier var testamenteret til hans kone Catharina og hendes mor. Hun solgte to af billederne til bageren Hendrick van Buyten for at betale en stor gæld (for brød eller lån).
Maria Thins døde i 1680 og blev begravet ved siden af Johannes Vermeer i den gamle kirke. Catherina døde i 1687 under et besøg hos sin datter Maria Vermeer.

### Børn
Ingen af deres børn synes at være blevet kunstnere.
- Maria Vermeer (ca.1654- efter 1713) Antagelig opkaldt efter Maria Thins. Maria Vermeer var muligvis model for Pigen med perleøreringen. I juni 1674 giftede hun sig med Johannes Gilliszoon Cramer, søn af en velstående silkehandler. Ægteskabet blev efter traditionen indgået i Schipluiden og sandsynligvis ved en katolsk ceremoni. De fik fire børn, Maria Cramer (f.1683) og sønnerne Aegidus Cramer (f.1685), Aegidus Cramer (f.1687) og Aegidus Cramer (f.1690) – grunden til, at alle tre sønner fik samme navn, er, at den første døde inden den næste blev født. Den sidste og overlevende søn blev døbt i Jesuitmenigheden i Delft. Datteren Maria blev i 1715 gift med Hugonis ('Hugo') Carolus van der Velde og fik fire børn: Jacobus Joannes van der Velde (f.1717), Maria Theresa van der Velde (f.1719), Joannes van der Velde (f.1721) og Hugo van der Velde (f.1727) – alle døbt i Delft. Af de syv af Johannes Vermeers døtre var det kun Maria og Beatrix, der blev gift.
- Elizabeth ('Lijsbeth') Vermeer (f.1657-efter 1713) Opkaldt efter Maria Thins søster, der var nonne i Louvain. Har muligvis poseret for Pigeansigt
- Cornelia Vermeer (1659-27. december 1660). Begravet i den gamle kirke i Delft.
- Aleydis Vermeer (1660-1749 i Haag). Døde tilsyneladende i fattigdom.
- Beatrix Vermeer. (1661-1702) Måske opkaldt efter sin oldemor Beatrix Gerrits Voucks (c.1585-c.1656) Gift i 1685 med Johan Christophorus Hopperus fra Bøhmen. De fik datteren Elisabeth Catharina Hopperus (f. ca.1685)
- Johannes Vermeer (f.1663) deres sjette barn og første søn. Tilsyneladende advokat i Bruges. Gift med Maria Anna Frank (f. ca. 1663). De fik en søn Johannes Antonius ('Jan') Vermeer, der blev opfostret af Maria Vermeer i Delft, hvor han giftede sig med pige derfra og flyttede til Leiden og fik fem børn, der blev katolsk døbt. Børnene var Johannes Vermeer (f.1715), Maria Janse Vermeer (f.1716), Jacobus Vermeer (f.1719), Jacobus Vermeer (f.1722), Cornelia Vermeer (f.1725)
- Gertruy Vermeer (1664-efter 1713) Sandsynligvis opkaldt efter Johannes Vermeers eneste søster, 1620-1670.
- Franciscus Vermeer (1665 – efter 1708) overlæge i Charlois, en landsby syd for Rotterdam, gift omkring 1690 med Maria de Wee.
- Dødfødt eller tidligt dødt barn (1667) Navn og køn er ukendt. Begravet i den nye kirke i Delft.
- Dødfødt eller tidligt dødt barn (1668) Navn og køn er ukendt. Begravet i den gamle kirke.
- Catharina Vermeer. (f.1669) Sandsynligvis opkaldt efter sin mor.
- Ignatius Vermeer. (1672 – efter 1713) Sandsynligvis opkaldt efter Ignatius Loyola, grundlæggeren af jesuittordenen.
- Dødfødt eller tidligt dødt barn (1673) Navn og køn er ukendt. Begravet i den gamle kirke.
- Et fjortende barn (1674- 1678). Navn og køn er ukendt. Begravet i den nye kirke.

### Slægt
|  |                            |  |  |  |  |  |  |  |  |  |  |  |  |  |  |  |
|  | 4. Jan Reynersz.           |  |  |  |  |  |  |  |  |  |  |  |  |  |  |  |
|  |                            |  |  |  |  |  |  |  |  |  |  |  |  |  |  |  |
|  |                            |  |  |  |  |  |  |  |  |  |  |  |  |  |  |  |
|  | 2. Rejnier Janszoon        |  |  |  |  |  |  |  |  |  |  |  |  |  |  |  |
|  |                            |  |  |  |  |  |  |  |  |  |  |  |  |  |  |  |
|  |                            |  |  |  |  |  |  |  |  |  |  |  |  |  |  |  |
|  | 5. Neeltge Goris           |  |  |  |  |  |  |  |  |  |  |  |  |  |  |  |
|  |                            |  |  |  |  |  |  |  |  |  |  |  |  |  |  |  |
|  |                            |  |  |  |  |  |  |  |  |  |  |  |  |  |  |  |
|  | 1. Johannes Vermeer        |  |  |  |  |  |  |  |  |  |  |  |  |  |  |  |
|  |                            |  |  |  |  |  |  |  |  |  |  |  |  |  |  |  |
|  |                            |  |  |  |  |  |  |  |  |  |  |  |  |  |  |  |
|  | 6. Balthasar Claes Gerrits |  |  |  |  |  |  |  |  |  |  |  |  |  |  |  |
|  |                            |  |  |  |  |  |  |  |  |  |  |  |  |  |  |  |
|  |                            |  |  |  |  |  |  |  |  |  |  |  |  |  |  |  |
|  | 3. Digna Baltens           |  |  |  |  |  |  |  |  |  |  |  |  |  |  |  |
|  |                            |  |  |  |  |  |  |  |  |  |  |  |  |  |  |  |
|  |                            |  |  |  |  |  |  |  |  |  |  |  |  |  |  |  |
|  | 7. Beatrix Gerrits Vouck   |  |  |  |  |  |  |  |  |  |  |  |  |  |  |  |
|  |                            |  |  |  |  |  |  |  |  |  |  |  |  |  |  |  |
|  |                            |  |  |  |  |  |  |  |  |  |  |  |  |  |  |  |

Bedsteforældre:
- Jan Reynersz. (c.1565, Antwerpen-1597, Delft)
- Cornelia ('Neeltge') Goris (c.1567, Antwerpen-1627, Delft)

- Balthasar ('Balten') Claesz Gerrits
- Beatrix Gerrits Vouck

Forældre:
- Rejnier Janszoon (1591, Delft-1652, Delft) – fra 1640 kaldet Vermeer.
- Digna Baltens (1595, Antwerpen-1670, Delft)

## Eftermæle
Vermeer var en respekteret kunstner i sin hjemby Delft, men næsten ukendt uden for. Den omstændighed, at en lokal mæcen Pieter van Ruijven købte en stor del af hans værker, mindskede muligheden for, at hans berømmelse bredte sig. Desuden var hans produktion af begrænset omfang: Han havde ikke elever, hans familiære forpligtelser med de mange børn kan have taget hans tid, lige som arbejdet som kunsthandler, kromand og driften af familiens virksomheder. Han brugte ligeledes tid som formand for kunstgildet, og den omhu han brugte på sine malerier, må også have taget megen tid.
I sin tid var han kendt og respekteret i Delft og Haag, men hans berømmelse svandt efter hans død, så han knapt blev nævnt i Arnold Houbrakens store opslagsværk om det hollandsk maleri fra 1600-tallet. I to århundreder blev han sjældent nævnt i oversigter over nederlandsk kunst – om end han aldrig, som det siges, blev helt glemt: han omtales med ros, i det 17. og 18. århundrede. Men det er kun siden midten af det 19. århundrede, at hans malerier har vækket samme begejstring som i dag. Det er heller ikke et tilfælde, at opblomstringen i interessen for Vermeer faldt sammen med impressionisterne, som også malede klart oplyste billeder og rene ublandede farver, og realismen som også var optaget af hverdagsmotiver. Det var den franske socialist og journalist Thoré Bürger (1806-1869) som indledte den nye påskønnelse af Vermeer. Det skal nævnes, at Thoré-Bürger ikke var uvildig i sin prise af Vermeer, men at han som samler af Vermeers værker havde økonomiske interesser i kunstnerens relancering. Han fremførte, at de realistiske elementer i hollandsk 17-hundredetalskunst passede fint med de æstetiske kvaliteter, som blev fremført af Jules Champfleury (1821-1889) og Joseph-Pierre Proudhon (1809-1865) og i kunstretninger fremført af Barbizon-skolen og Gustave Courbet (1819-1877).
Særligt Pierre-Auguste Renoir (1841-1919), Vincent van Gogh (1853-1890) og Salvador Dali (1904-1989 – se hans maleri Vermeers spøgelse (1934) og Kniplersken (1954)) fandt stor inspiration i den genopdagede Vermeer. Også den danske maler Vilhelm Hammershøi (1864-1916) var stærkt inspireret heraf.
Kunsthistoikeren Thoré-Bürger udgav et essay, hvori han tilskrev Vermeer 66 billeder. I dag er antallet nede på 34-37, der med rimelig sikkerhed kan henføres til Vermeer. Men i takt med, at antallet af malerier er mindsket, er Vermeers omdømme vokset støt, så han i dag anses som en af de vigtigste malere fra den nederlandske guldalder.
I 2004 blev Ung pige ved klaviatur solgt for 30 millioner dollars af baron Frédéric Rolins dødsbo til den amerikanske milliardær Steve Wynn. Det var første gang siden 1921, at et Vermeer-billede var på auktion – og det eneste tilbageværende i privat eje.

## Maleriet
Det er ukendt, hvor Vermeer blev oplært som maler, eller hos hvem, men det antages, at han studerede i sin hjemby. En kontroversiel læsning af en notits fra 1668 af bogtrykker Arnold Bon kunne tyde på, at maleren Carel Fabritius kunne være hans læremester, men der er ingen beviser herfor. Derimod vil en analyse af Fabritius' teknik og maleriske ide afkræfte, at der er nogen relation mellem de to malere. Fabritius omkommer i en krudteksplosion i 1654, to år før Vermeer signerer sit første maleri, Ruffersken (1656), der på ingen måde kan siges at relatere til Fabritius' seneste værker.
En anden samtidig lokal autoritet var Leonaert Bramer. De var venner, men hans motivvalg og malerstil var ganske anderledes. En mulighed er også, at Vermeer var selvlært hjulpet på vej af farens kontakter i kunstverden. Andre igen har foreslået at Vermeer blev oplært af den katolske maler Abraham Bloemaert. Vermeers malerstil er ikke ulig den, der blev udfoldet af Utrechtskolen. I Delft konkurrerede Vermeer antagelig med Pieter de Hoogh og Nicolaes Maes, som malede genrebilleder i samme stil.
Den 29. december 1653 blev Vermeer medlem af Sankt Lukasgildet, en handelsforening, et laug for malere. Gildets optegnelser viser, at Vermeer ikke betalte den sædvanlige optagelsesafgift. Det var et år med pest, krig og økonomisk krise og Vermeers finanser var vanskelige som altid. I 1654 led hele Delft under den forfærdelige eksplosion kendt som Tordenskrallet i Delft, som lagde store dele af byen i ruiner. I 1657 fik han muligvis en velgører i den lokale kunstsamler Pieter van Ruijven, som lånte ham penge. I 1662 blev Vermeer valgt som leder af Lukasgildet, en post han blev genvalgt til i 1663, 1670 og 1671. Det tyder på, at han som Bramer blev en velanset og respekteret kunstner blandt ligemænd.

## Metoder
| „ | Kender du forresten en maler, som hedder Van der Meer, som for eksempel en meget smuk nederlandsk kvinde, der er frugtsommelig? Denne mærkelige malers palet består af blåt, citrongult, perlegråt, sort og hvidt. Selvfølgelig kan man i hans få billeder finde alle farver, men kombinationen citrongult, tonet blåt og lysegråt er lige så karakteristisk for ham, som den harmoniske sammensmeltning af sort, hvidt og rosa er det for Velasquez. | “ |
|   | — van Gogh i brev til Emile Bernard. Arles, Søndag, 29. juli 1888. |   |

Det er en myte, at Vermeer arbejdede minutiøst og langsomt og med exceptionel præcision. Han penselføring er virtuos og direkte og uden at kæle for detaljen. Derimod taler alt for, at han var optaget af motivets styrke og kompositiones kraft, noget der bevirkede, at han ofte overmalede allerede færdige dele af motivet. Man kan heraf udlede, at Vermeer var længe om at færdiggøre sin komposition. Meget tyder på at hans økonomiske formåen ikke var helt så vanskelig som myterne fortæller det. Han modtog apanage fra sin svigermoder, et beløb der svarede til årsindtægten for en procelainsfabrikant i byen. Han brugte lyse farver, ofte med dyre pigmenter. Ofte ultramarinblå og citrongul side om side. Han er også kendt for sin effektfulde maleriske beskrivelse af lys i malerierne.
Flere af Vermeers værker er kendetegnet ved en kraftig perspektivforkortning (som Soldaten og den smilende pige), så det ved første øjekast kunne se ud som om perspektivet var fordrejet eller forkert. Perspektivet er dog rigtigt, effekten er resultat af rummets lidenhed. Resultatet bliver en effektfuld fornemmelse af at stå helt tæt på personerne, selv at være en del af selskabet. I hans senere værker er perspektivet mere realistisk (som Brevskrivende kvinde med tjenestepige, ca. 1670), også når værkerne ses fra afstand.
Flere har overvejet, om han benyttede et camera obscura – et apparat som via en linse projekterer motiver over på en overflade – for at opnå den bemærkelsesværdige, næsten fotografiske, minutiøse præcision og detaljerigdom, og ligeledes detaljer i flere af malerierne der nærmer sig impressionistiske pointillistiske aspekter og nogle glorieligende lyseffekter, der begge kan være et resultat af et motiv projekteret gennem et camera obscura. Argumenterne mod brugen af et camera obscura er imidlertid så overvældende, at den romantiske antagelse (fostret af det 19. århundredes første fascination af fotografiets opståen) tilskrives Vermeers tilsyneladende realisme. Intet sådan apparat er registreret i hans enkes konkursbo, opgjort af Leeuwenhoek.

## Motiver
Johannes Vermeers første malerier tilhørte den historiske genre med motiver fra antikkens mytologi eller fra kirke- og bibelhistorien. Det blev i samtiden anset for den højeste og fineste form for maleri, og antagelig var det en nødvendighed, eller en stor hjælp, at kunne fremvise sådan et maleri for at kunne dokumentere almen anseelse og blive optaget i Sankt Lukasgildet. Vermeer specialiserede sig senere i bylandskaber og genrebilledet.

### Historiske billeder
Hans tre tidligste bevarede billeder er i historiegenren og af betydeligt større end flertallet af de senere værker. Således er Kristus hos Maria og Martha (1655) på 160 x 142 cm; Dianas hvil (også: Diana med nymfer; 1654) på 98,5 x 105 cm og Den hellige Praxedis (1655) på 101,6 x 82,6 cm
Kristus hos Maria og Martha har motiv fra Lukasevangeliet, hvor Jesus overnatter i Maria og Marthas hus i Jerusalem. Mens Maria er travlt beskæftiget i køkkenet med at lave mad, sidder hendes søster ved Jesus side og lytter. Da Martha spøger Jesus, hvorfor han ikke siger til Maria, at hun skulle hjælpe hende svarede Jesus:
| „ | Men Herren svarede hende: »Martha, Martha! Du gør dig bekymringer og er urolig for mange ting. Men ét er fornødent. Maria har valgt den gode del, og den skal ikke tages fra hende.« | “ |

Emnet var særdeles populært som motiv i 16. århundredets flamsk og nederlandsk kunst. Det var ideelt til at fremstille tidens protestantiske opgør med katolicismen, i forbindelse med emnet: gode gerninger, som reformationsbevægelsen mente var overfladisk og ikke tilstrækkelig til opnåelse af frelse. Desuden tillod emnet at fremstille kontrasten mellem vita activa (det aktive liv) og vita contemplativa (det kontemplative liv). Vermeer benytter en enkel triangulær komposition: Maria sidder ved Jesus fødder, hun barfodet som symbol på ydmyghed; hans hoved er omkranset af en svag nimbus. Martha holder en kurv med brød – en hentydning til nadveren, mens Jesus peger på Maria for at vise, at hun har valgt "den gode del." Måden Maria holder sit hoved på symboliserer dybere eftertænksomhed. Vermeer viser allerede her sin forkærlighed for stærke intense farver og farvekontraster, specielt i mødet mellem den hvide dug, Marias røde trøje og Jesu blå kappe.
Dianas hvil fremstiller en scene fra Ovids Metamorfoserne (3.138-253). Diana var den romerske jagtgudinde, og anset for specielt jomfruelig og kysk. På maleriet sidder hun på en sten omgivet af fire nymfer. Denne populære badescene males gerne med Diana nøgen eller halvnøgen og klare erotiske undertoner, men Vermeers Diana er fuldt påklædt, anstændig, næsten snerpet. Kun en af nymferne er halvt afklædt, og hun vender ryggen til. En anden nymfe er i færd med at vaske Dianas fødder, hvilket giver maleriet en næsten kristen religiøs karakter – Diana er her nærmest transformeret til Jesus. Skumringen er ved at falde og kvindernes ansigter ligger i skygge. Mørket og Dianas diadem er ligeledes referencer til månegudinden Selene, som Diana ofte blev identificeret med.
Især fremstillingen af Diana og nymfernes kroppe anses for at være mangelfuldt udført, hvorfor der er tvivl om maleriet er en ægte Vermeer.

### Byen Delft
Vermeer malede to billeder af sin hjemby Delft: Den lille gade (1657/8) og Udsigt over Delft (1660/1). Malerier med den slags motiver blev sjældent malet til det generelle kunstmarked, med er oftest en specifik kommission – landskabsbilleder malet på bestilling kunne ofte indbringe betydelige priser.
Udsigt over Delft antages oftest malet vha. camera obscura. Dels på grund af den præcise detaljerigdom maleriet er udført med, dels pga. det diffuse lys som reflekteres i lyset i floden, og som svarer til, hvad man ville observere gennem et camera obscura. Der hersker uenighed om, hvorvidt Vermeer benyttede et camera obscura under sin maleproces eller under konciperingen af et motiv. Således findes adskillige indikationer på, at han benyttede langt enklere og traditionelle metoder til skabelsen af en tredimensional illusion i sine værker. Billedet viser udsigten over byen Delft med floden Schie i forgrunden. Vermeer arrangerede som i andre af sine malerier flere af billedets arkitektoniske elementer, så de løber parallel med billedrammens kant, men i modsætning til tidens gængse byprospekter, lader Vermeer ikke veje fortsætte ind i baggrunden for at indikere byens liv og hemmeligheder. Vermeer anvendte her en ensartet, sammenhængende farvepalet, domineret af jordfarver som okker og brun og enkelte strøg af rød. Interessant er det, at solen bryder gennem skyerne netop over Den nye kirke, så kirketårnet fremstår i strålende næsten overjordisk lys. Kirken havde siden 1622 rummet et monument over Vilhelm den Tavse, helten fra frihedskampen mod Spanien. Vilhelm blev snigmyrdet i Delft, men var højt anset og æret i byen, og Vermeer har utvivlsomt haft et politisk budskab med det det himmelske lys.
Veermers andet bybillede, Den lille gade, fremstiller en stille hverdagsscene i Delft. Igen udført med bemærkelsesværdig fotografisk præcision. Men det er en illusion, for gaden har aldrig eksisteret. Motivet er opbygget med elementer fra flere forskellige lokaliteter, sat sammen til denne harmoniske gade. Motivet har en moralsk pointe ved at fremvise det nederlandske ideal med arbejdsomme kvinder, der flittigt syr eller passer deres husholdsarbejde og skaber et sikkert og trygt hjem for deres børn. Muligvis er to af hans egne børn modeller.

### Moraliserende billeder
Ruffersken (1656) antages at være Vermeers første genrebillede især i underkategorien bordelbilleder (bordeeltje). Denne undergenre var højt anset, ikke mindst da den kunne anvendes til at afbilde Jesus fortællingen om Den fortabte søn beskrevet i Lukasevangeliet (15.11-32). Motivet har da også en religiøs dimension, som ses i figuren længst til venstre, som sandsynligvis er den fortabte søn, der øder sin arv på spil og horer. Den fortabte søn er sandsynligvis et selvportræt af Johannes Vermeer, som det ofte var kutyme i den slags billeder (eg. Rembrandt). Det er i givet fald det eneste selvportræt af Johannes Vermeer. Fremstillingen af moralen er dog ganske behersket sammenlignet med andre malerier i genren fra perioden. Der mangler fx en seng, hvilket ville udpensle pointen, eller som i et lignende billede af Frans van Mieris (1635-1681) Soldaten og pigen (1658), hvor to hunde kopulerer i baggrunden. Det er også muligt at kvinden i den gule trøje, der bliver købt af manden i den røde jakke, ikke er prostitueret, men at der er tale om begyndelsen på en udenomsægteskabelig affære – med konen i sort som koblerske.
Vermeers maleri er inspireret af et lignende af utrecht-caravaggisten Dirck van Baburen (1590-1624), som hans svigermor Maria Thins ejede – og som også danner baggrund i Vermeers Koncerten og En kvinde, der står ved et klaviatur.
Et andet maleri med moralsk opbyggeligt tema er Sovende pige (1657), som fremstiller en kvinde sovende ved et bord. Af vinkaraflen fremgår det, at hun er beruset og måden hvorpå hun hviler sit hoved på armen symboliserer lediggang og dovenskab. Hendes elegante tøj viser, at hun ikke er tyende, men fruen i huset. Hendes drukkenskab og dovenskab strider imod moralen, der kræver at husets frue skulle være flittig, arbejdsom, gudfrygtig og et godt eksempel. Ved at analysere maleriet med røntgenstråler fremgår det, at Vermeer oprindeligt havde medtaget flere fortællende elementer, som han senere malede over: der var en mand i det bageste værelse og en hund ved døren. Som vanligt underspiller Vermeer den moralske pointe og fremhæver maleriets æstetiske kvaliteter. Udeladelsen af manden og hunden medfører også, at den fordrukne kvinde fremstår endnu mere isoleret.
Et tredje billede, Mælkepigen (1658), adskiller sig fra to ovenstående ved at angribe det moraliserende tema fra en positiv vinkel, ved at fremsætte et godt eksempel til efterfølgelse (exemplum virtutis). Tjenestefolk blev ellers oftest afbilledet som dovne eller liderlige i tidens nederlandske malerier. Pigen ejer ingen af disse amoralske egenskaber. Tværtimod er hun både påpasselig og arbejdsom. Samme positive tilgang er anvendt i Kniplersken (1669).

### Kvindeafbildninger
På nær Udsigt over Delft har alle Vermeers malerier stærke kvindelige hovedpersoner, men i de fleste af malerierne indgår de i en bredere fortælling. Ét, måske to, malerier adskiller sig ved at være, hvad der kan betegnes som egentlige portrætter.
Mest kendt er Pigen med perleøreringen (1665) måske med hans egen datter Maria Vermeer som model. Endda kun som udgangspunkt, da maleriet sandsynligvis ikke er ment som et portræt, men derimod som en tronie – dvs. en slags klichéfigur. Maleriets moderne ry kommer primært af, at det blev valgt til symbol for en vellykket Vermeer-udstilling på museet Mauritshuis i Haag i 1995 og 1996. Siden er der tillige lavet en bog (1999) og film (2003) over maleriet. Motivet er hovedet og overkroppen af en ung pige set tæt på og fra siden. Hun kigger på beskueren over skulderen. En perle i centrum giver navn til maleriet, som dog også kendes som Pigen med turban. Derudover har billedet ingen andre narrative elementer, hvad der er med til at adskille det fra de fleste af hans malerier. Et meget lignende maleri er Pigeansigt (1667/8).
I Vermeers andre billeder indgår kvinder som del af fortællingen, sædvanligvis med moralsk forsæt, i en advarsel mod dovenskab, drukkenskab, liderlighed eller hor, eller som opfordring til arbejdsomhed eller jomfruelighed.

### Videnskaben
To af Vermeers malerier beskæftiger sig med emnet videnskab, Astronomen (1668) og Geografen (1669). Sandsynligvis har han ment de to malerier skulle fungere som en del af en samlet udstilling, som pendant til hinanden. Nu hænger de i Paris og Frankfurt. Begge erhverv, astronomi og geografi, var de mest banebrydende forskningsfelter og i rivende udvikling. Især for geografiens vedkommende af essentiel betydning for Nederlandene som handelsøkonomisk stormagt. Begge motiver har imidlertid en vis tvetydighed: de er indelukket i hver deres noget klaustrofobiske arbejdsværelse og iført lange kapper, som ikke var almindelige, og langt hår mm. Som var der et strøg af ukristeligt og fordækt troldmandens lærling over deres inkvisitoriske undersøgelser af universets allerdybeste og mest intime hemmeligheder.

### Allegorier
To af Vermeers malerier adskiller sig fra de hverdagsrealistiske temaer ved at være allegorier; Allegori over den kristne tro (1671/4) og Allegori over malerkunsten (1673).
Ingen af de to allegoriske malerierne er navngivet af Vermeer – som aldrig navngav sine malerier – men ene blev tidligt benævnt ”malerkunsten”. I Catherina Vermeers konkursbo blev det optegnet som "Billedkunsten" (schilderconst), men det burde snarere være døbt Allegori over historien. Kvinden i den blå silkekjole, der holder en bog i den ene hånd og en basun i den anden, er ikke en allegori over maleriet, men derimod Kleio, historieskrivningens muse. I dette fulgte Vermeer ganske nøje Cesare Ripas (1555-1622) symbolanvisninger i den hollandske udgave af Iconologia. Både basunen i hendes hånd og laurbærkransen er symbol på Gloria, ære og berømmelse, og Kleio er etymologisk afledt af det græske ord for det samme.
Musen har ikke nedslåede øjne som udtryk for en kvindes anstændighed eller generthed, men for at flytte fokus på de narrative referencer. Kortet i baggrunden er produceret af Claes Jansz. Visscher (1587-1652). Det var forældet, da Vermeer malede sit billede og var overhalet af politiske omvæltninger, idet det viser de sytten nederlandske provinser, som de var, før der blev indgået fred med Spanien. Vermeer indtegnede med forsæt et forældet kort for at hædre den nederlandske frihedshelt Vilhelm den Tavse af Orange, helten fra frihedskampen mod Spanien.
| „ | Troen er repræsenteret ved en siddende kvinde, der ærbødigt holder en alterkalk i højre hånd, og hviler sin venstre hånd på en bog, som ligger på en solid grundsten; den sidstnævnte repræsenterer Kristus. Verden, en globus, ligger ved hendes fødder. Hun er iklædt himmelblåt, men et blodrød ydre stykke tøj. En brudt slange, og Døden, hvis pile er blevet ødelagt, ligger bag grundstenen. I nærheden, et æble, kilden til synd. Bag hende hænger en tornekrone på et søm. | “ |
|   | — Cesare Ripa, Iconologia |   |

Allegori over den kristne tro følger ligeledes ganske nøje Ripas anvisninger. Derudover symboliserer den prominente glaskugle, der hænger midt i værelset, menneskets tankevirksomhed. Det antages at maleriet, der har en række katolske overtoner, var et arbejde, bestilt af den nærliggende jesuitterorden. Maleriet anses generelt i dag for at være et af Vermeers mindre heldige, men i samtiden var det et af hans mest værdsatte.

## Forfalskninger
Da der kun er 35 malerier, der med sikkerhed er malet af Vermeer, og pga. den fornyede interesse for hans værker, hvoraf mange tidligere var tilskrevet andre malere, har der været håb om, at der var andre uopdagede Vermeer-værker hengemt i arkiver og private samlinger. Det har medført en del polemik omkring forfalskninger. Således formåede den hollandske kunstmaler Han van Meegeren at forfalske og afhænde mindst seks malerier, som han havde udgivet for Vermeer – foruden en række malerier han havde tilskrevet Frans Hals og andre mestre. Van Meegeren, der følte sig forsmået af den etablerede kunstverden, der anså ham som teknisk dygtig, men uoriginal, havde sat sig for at skabe det perfekte Vermeer-falskneri, ved brug af lærred fra det 17. århundrede, hjemmelavet maling efter datidens opskrifter (af lapis lazuli, blyhvidt, indigo, cinnober) og pensler med grævlingehår mm. og ved brug af fenolformaldehyd fik han malingen til at se ud til at være 300 år gammel. Det første falskneri (Kristus og disciplene ved Emmaus) solgte van Meegeren i 1937 til Rembrandtselskabet for 520.000 gylden (omkring 22 millioner danske kroner i 2010). Selskabet donerede maleriet til Museum Boijmans Van Beuningen i Rotterdam. Maleriet var blevet undersøgt og verificeret som ægte af Abraham Bredius, som var tidens største Vermeer-ekspert. I de efterfølgende år forfalskede og afhændede han yderligere fem Vermeer'er. Bl.a. Kvinde grebet i hor som han under besættelsen solgte til reichsmarschall Hermann Göring for 1,65 millioner gylden (ca. 40 millioner kroner, 2010). Efter krigen blev han anklaget for landsforræderi for at have solgt ud af nederlandsk nationalejendom til fjenden, men ved en sensationel retssag forsvarede van Meegeren sig med, at det var en forfalskning og at han i virkeligheden var en helt ved at have snydt besættelsesmagten. Men fordi så mange eksperter var blevet snydt og malerierne solgt for så store beløb, var der stor modvilje mod at tro, at de faktisk var falsknerier, og van Meegeren var nødsaget til at male et nyt i fængslet for at bevise sin ”uskyld”. Han blev til slut frikendt for landsforræderi, men blev dømt for falskneri i stedet. Den endelige dom over falsknerierne blev først afsagt en flere år senere, hvor lærrederne blev underlagt røntgenundersøgelser og blypigmenter fra malingen blev underlagt en radioaktiv henfaldsanalyse. Røntgenundersøgelserne viste, at van Meegeren have malet sine falsknerier oven på eksisterende malerier, og der fandtes et fotografi af et maleri, der kunne anes under van Meegerens. Henfaldsanalysen er baseret på at blyhvidt er produceret fra blymalm som indeholder lige dele af de to isotoper bly-210 og radium-226. Både bly-210 og radium-226 er henfaldsprodukter fra uran-238; bly-210 har en halveringsperiode på 22 år og radium-226 en halveringsperiode på 1.600 år. Ved fremstilling af blyhvidt renses malmen for omkring 95% af radiumisotopen, men ikke for blyisotopen. Således kan en analyse af forholdsmængden mellem de to isotoper give et skøn over, hvor gammelt blyhvidspigmentet er. Og for van Meegerens var det ikke 300 år.
Han van Meegerens Vermeer-falsknerier:
- Kristus og disciplene ved Emmaus Arkiveret 8. august 2014 hos  Wayback Machine (1936-7) Rembrandt-Vereenigung, ophængt på Boijmans Museet
- Portræt af Jesus (1940) Privat samler
- Den sidste nadver (1940-1) Privat samler
- Isak velsigner Jakob (1941-2) Privat samler
- Kvinde grebet i hor (1941-2) Herman Göring
- Fødderne vaskes Arkiveret 8. juni 2011 hos  Wayback Machine (1942-3) Hollands regering, ophængt på Rijksmuseet

-desuden:
- En kvinde læser noder Arkiveret 8. juni 2011 hos  Wayback Machine (1935-6) prøveeksemplar, ikke solgt
- En kvinde spiller lut Arkiveret 8. juni 2011 hos  Wayback Machine (1935-6) prøveeksemplar, ikke solgt
- (Jesus blandt de skriftkloge (juli-september 1945) malet i fængslet)